# Erik Glippings jagthus
56°16′33.65″N 9°36′51.41″Ø / 56.2760139°N 9.6142806°Ø
Erik Glippings jagthus eller Erik Glippings jagthytte er en ruin af et hus på omkring 11 x 7 m, som blev bygget omkring år 1200. Ruinen ligger i landsbyen Grønbæk i Midtjylland syd for Tange Sø. og nordøst for Alling Sø men østnordøst for Hinge Sø.
Bygningen har været brugt af kongen på jagter, da den ligger naturligt mellem Skanderborg Slot og Viborg, hvor der også var et slot. Den er opkaldt efter Erik Klipping, der regerede fra 1259 til 1286, og som efter sigende skulle have overnattet i huset natten inden han blev myrdet Finderup lade.
Den blev fredet i 1907 ved en frivillig fredning, og ved en ændring i naturfredningsloven i 1937 blev alle fortidsminder fredet.
Der er parkeringsplads og offentlig adgang til ruinen.

## Beskrivelse
Ruinen er rektangulær, og de indvendige mål er 10,6 x 6,4 m. Murresterne er omkring 1 m høje og opført i natursten, og der findes rester af kalkmørtel. Ruinen omfatter kun kælderen fra huset, som antages at have været opført i bindingsværk.
Der er fundet munkesten i området, men middelalderens huse var ofte enten bulhuse eller opført i bindingsværk, da munkesten var dyre at fremstille. Alle andre bygningsmaterialer end naturstenene er forsvundet, og hvis der har været munkesten, er de givetvis blevet brugt i byggerier andetsteds. Murene er omkring 0,7 m tykke.
Mod den sydvestlige ende er spor efter en indgangsdør, idet der mangler et stykke af muren.

## Undersøgelser
Ruinen er blevet undersøgt to gange; første gang af Nationalmuseet i 1880 og anden gang af Skov- og Naturstyrelsen i 1981. Ved den første undersøgelse fandt man ingen genstande, men der blev fundet knogler fra et vildsvin. Ruinen blev opmålt, og det blev konstateret, at der var en del munkesten på området. Der blev også registreret kalkmørtel i den tilbageværende mur.
Den anden undersøgelse viste at den kalkmørtel, som var blevet noteret ved første undersøgelse, næsten var væk. De indvendige mål blev bestemt til 10,6 x 6,4 m.